# Нижній Ланець
Нижній Ланець, Ніжни Ланец (словац. Nižný Lánec) — село в окрузі Кошиці-околиця Кошицького краю Словаччини. Площа села 4,1 км². Станом на 31 грудня 2016 року в селі проживало 442 жителі.

## Історія
Перші згадки про село датуються 1268 роком.

## Населення
| Рік:            | 1994. | 2004.   | 2014.   | 2024.   |
| --------------- | ----- | ------- | ------- | ------- |
| Кількість осіб: | 394   | 417     | 443     | 471     |
| Різниця:        |       | +5,83 % | +6,23 % | +6,32 % |

| Рік:            | 2023. | 2024.   |
| --------------- | ----- | ------- |
| Кількість осіб: | 469   | 471     |
| Різниця:        |       | +0,42 % |